# Guingamp Communauté
Guingamp Communauté est une ancienne communauté de communes française, située dans le département des Côtes-d'Armor, en région Bretagne.

## Histoire
La communauté de communes de Guingamp a été créée le 26 décembre 2001 par arrêté préfectoral et a succédé au district de Guingamp fondé le 17 décembre 1991. Le district avait lui-même remplacé le SIVOM de Guingamp né en 1973.
En juin 2009, la communauté de communes de Guingamp adopte un nouveau logotype et prend le nom de « Guingamp Communauté ». La nouvelle dénomination est par ailleurs déclinée en breton afin de donner plus de place et de visibilité à la langue.
Elle disparait le 31 décembre 2016 en fusionnant avec six communautés de communes pour former une nouvelle communauté d'agglomération, sous le nom de Guingamp Paimpol Armor Argoat Agglomération.

### Identité visuelle

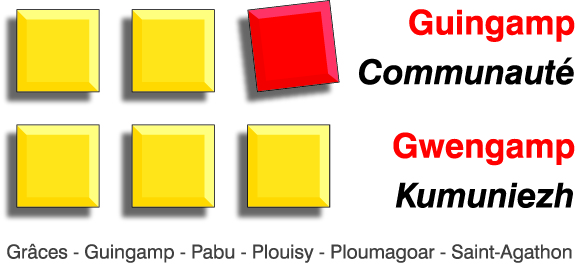
Logo de Guingamp Communauté de 2009 à 2016.

## Territoire communautaire

### Géographie
Située dans le pays historique du Trégor et de Guingamp au sens de la loi Voynet, au nord-ouest du département, la communauté de communes regroupait six des huit communes du canton de Guingamp.

### Composition
Guingamp Communauté était composée des 6 communes suivantes :
| Nom              | Code Insee | Gentilé           | Superficie (km2) | Population (dernière pop. légale) | Densité (hab./km2) |
| ---------------- | ---------- | ----------------- | ---------------- | --------------------------------- | ------------------ |
| Guingamp (siège) | 22070      | Guingampais       | 3,41             | 7 003 (2014)                      | 2 054              |
| Grâces           | 22067      | Gracieux          | 14,07            | 2 480 (2014)                      | 176                |
| Pabu             | 22161      | Pabuais           | 7,83             | 2 776 (2014)                      | 355                |
| Plouisy          | 22223      | Plouisyens        | 23,63            | 1 971 (2014)                      | 83                 |
| Ploumagoar       | 22225      | Ploumagoariens    | 32,07            | 5 331 (2014)                      | 166                |
| Saint-Agathon    | 22272      | Saint-Agathonnais | 14,56            | 2 213 (2014)                      | 152                |

### Démographie
| 1975   | 1982   | 1990   | 1999   | 2006   | 2009   | 2011   | 2013   |
| ------ | ------ | ------ | ------ | ------ | ------ | ------ | ------ |
| 19 968 | 21 175 | 20 908 | 21 045 | 21 582 | 21 645 | 21 802 | 21 842 |

## Administration

### Siège
Le siège de la communauté de communes était à Guingamp, 11 rue de la Trinité.

### Conseil communautaire
Les 32 conseillers titulaires étaient répartis selon le droit commun comme suit :
| Nombre de conseillers | Communes               |
| --------------------- | ---------------------- |
| 11                    | Guingamp               |
| 7                     | Ploumagoar             |
| 4                     | Grâces, Pabu           |
| 3                     | Plouisy, Saint-Agathon |

### Élus
La communauté de communes était administrée par un conseil communautaire constitué en 2014 de 32 conseillers communautaires.
À la suite des élections municipales de 2014 dans les Côtes-d'Armor, le conseil communautaire du 17 avril 2014 avait élu son président, Bernard Hamon, maire de Ploumagoar, ainsi que ses 9 vice-présidents. La liste des vice-présidents était alors la suivante :
|     | Attributions                             | Identité             | Qualité                               |
| --- | ---------------------------------------- | -------------------- | ------------------------------------- |
| 1er | Eau et assainissement                    | Rémy Guillou         | Maire de Plouisy                      |
| 2e  | Finances et personnel                    | Patrick Vincent      | Conseiller municipal de Saint-Agathon |
| 3e  | Infrastructures                          | Nolwenn Briand       | Adjointe au maire de Grâces           |
| 4e  | Économie                                 | Christian Picaud     | Conseiller municipal de Pabu          |
| 5e  | Enfance et jeunesse                      | Yannick Echevest     | Conseiller municipal de Ploumagoar    |
| 6e  | Culture et tourisme                      | Guilda Guillaumin    | Adjointe au maire de Ploumagoar       |
| 7e  | Habitat                                  | Philippe Le Goff     | Maire de Guingamp                     |
| 8e  | Sports et transports                     | Marie-France Auffret | Conseillère municipale de Guingamp    |
| 9e  | Environnement et aménagement de l'espace | Yannick Kerlogot     | Conseiller municipal de Guingamp      |

### Liste des présidents
| Période                                    | Période          | Identité           | Étiquette | Qualité                                                                        |
| ------------------------------------------ | ---------------- | ------------------ | --------- | ------------------------------------------------------------------------------ |
| Syndicat intercommunal à vocation multiple |                  |                    |           |                                                                                |
| 1973                                       | 1991             | Georges Rumen      | PS        | Conseiller municipal de Guingamp (1977 → 2008)                                 |
| District                                   |                  |                    |           |                                                                                |
| 1991                                       | 2002 (démission) | Georges Rumen      | PS        | Conseiller municipal de Guingamp (1977 → 2008)                                 |
| 2002                                       | 2002             | Marguerite Trévidy | PS        | Maire de Plouisy (1977 → 2008) Présidente par intérim                          |
| Communauté de communes                     |                  |                    |           |                                                                                |
| 2002                                       | 2008             | Annie Le Houérou   | PS        | Maire de Guingamp (2008 → 2014) Conseillère générale de Guingamp (2005 → 2012) |
| 2008                                       | 2014             | Aimé Dagorn        | PS        | Conseiller municipal de Guingamp (2008 → 2020)                                 |
| 2014                                       | 2016             | Bernard Hamon      | DVG       | Maire de Ploumagoar (2010 → 2020)                                              |

### Compétences
Pour la gestion des déchets, Guingamp Communauté est adhérent au Smitred Ouest d'Armor et désigne des délégués pour siéger au comité syndical de celui-ci. Les déchets sont traités dans les différentes installations du Smitred Ouest d'Armor.